# Радесторф
Радесторф (њем. Raddestorf) општина је у њемачкој савезној држави Доња Саксонија. Једно је од 36 општинских средишта округа Нинбург (Везер). Према процјени из 2010. у општини је живјело 2.078 становника. Посједује регионалну шифру (AGS) 3256024.

## Географски и демографски подаци
Радесторф се налази у савезној држави Доња Саксонија у округу Нинбург (Везер). Општина се налази на надморској висини од 34 метра. Површина општине износи 41,8 km². У самом мјесту је, према процјени из 2010. године, живјело 2.078 становника. Просјечна густина становништва износи 50 становника/km².